# Agathis cymocles
Agathis cymocles är en stekelart som beskrevs av Nixon 1950. Agathis cymocles ingår i släktet Agathis och familjen bracksteklar. Inga underarter finns listade i Catalogue of Life.